# Ómassa
Ómassa est un lieu-dit rattaché en 1950 à Miskolc en tant qu'ancien quartier de la localité de Hámor. On y trouve le vieil haut-fourneau d'Újmassa.